# Manuel Jacob

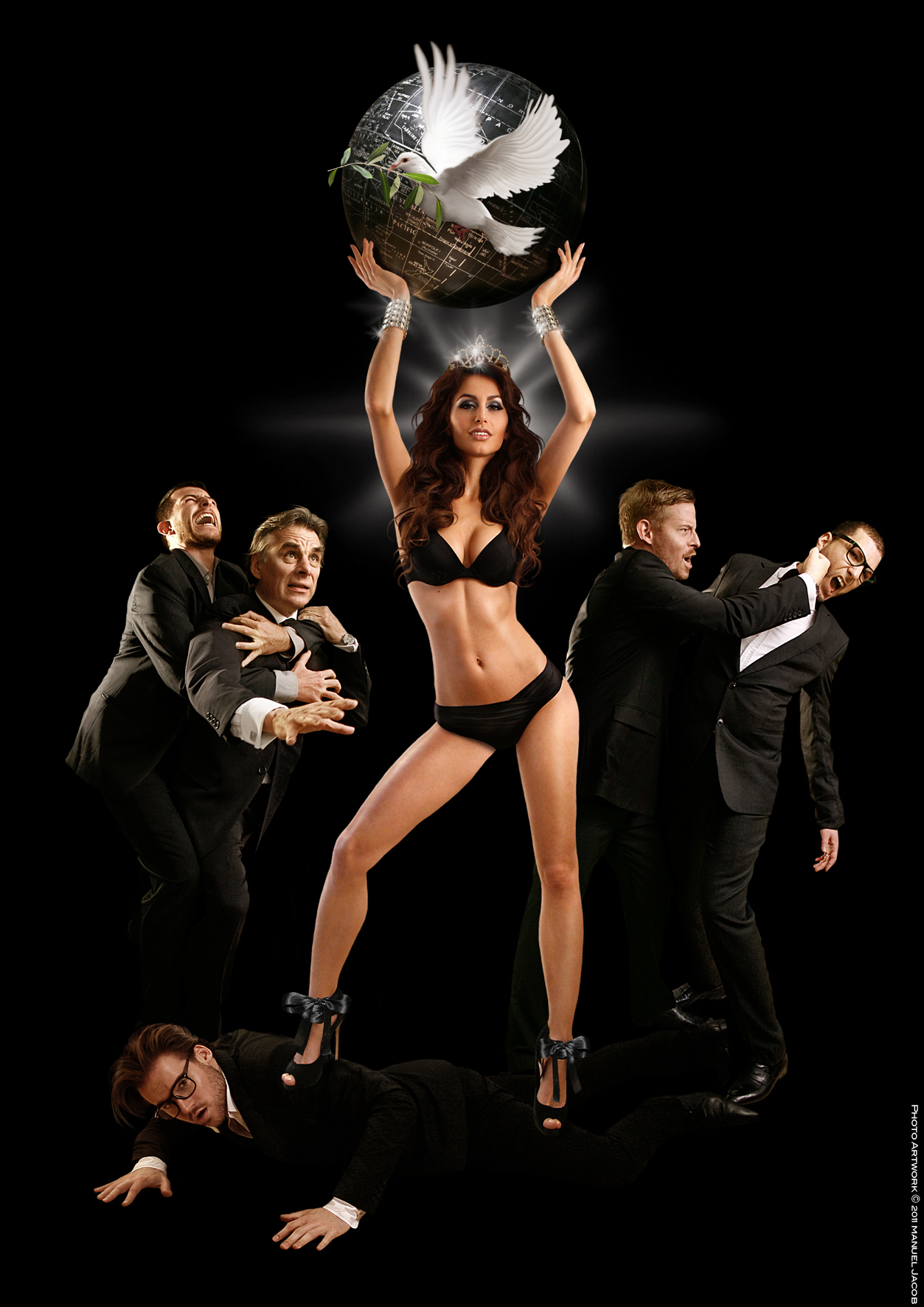
WORLDPEACE, BABY!

Manuel Jacob (* 25. června 1981 Rotenburg an der Fulda) je německý umělec, fotograf a diplomovaný designer.

## Život a dílo
Narodil se jako syn německo španělského diplomovaného inženýra techniky Manuela Jacoba, a vyrůstal na různých místech světa jako například Oxford, Mnichov, Los Angeles. Fotografoval portréty obyčejných lidí, ale též celebrit (umělce, modelky, herce, atd), jako je Miss Universe Německo Kristiana Rohder, CHRIS Kolonko, Eva-Maria Reichert nebo Gloria Gray.
Manuel Jacob ukončil střední školu se zaměřením na konstrukce v Mnichově, v témže městě vystudoval na vysoké škole komunikační design a v roce 2008 v rámci diplomové práce vedl reklamní kampaň pro společnost KARE Design.
Jako vegetarián je členem organizace na ochranu zvířat PETA. Žije a bydlí v bavorském Mnichově.

## Projekty
- Das Unwirkliche zieht ihn an 1997 (obrazy, Süddeutschen Zeitung.
- Das Apartment Kare 2008 reklamní kampaň pro KARE Design
- -Privat- 2009 spolupráce s Eva-Maria Reichertovou, München.
- Mulholland Drive 2010 spolupráce s Natashou Krohnovou, Hollywoodhills, Hollywood (Kalifornie).
- Café Gloria 2010 reklamní kampaň a fotografie pro Café von Entertainerin Gloria Gray, Zwiesel (Bayern).
- Zuckersüß - Das Liebesbackbuch 2010 vydání knihy s nakladatelem 99 Pages Verlag Hamburg. Německo Rakousko a Švýcarsko .
- Worldpeace, Baby! 2010 spolupráce s Miss Universe Německo 2010 Kristiana Rohder, generální ředitel společnosti kadeřníků Lippert's Friseure Santino Primavera, generální ředitel Chocolaterie L'Amour Du Chocolat Nico Breuer a barona Jürgen Freiherr von Bomsdorff.
- Panem et circenses Roncalli 2011 reklamní fotografie s Christian Kolonko pro večerní show cirkusu Roncalli, Essen (Nordrhein-Westfalen).

## Publikace
- Christine Bergmayer; Rainer Schillings; Ansgar Pudenz; Manuel Jacob : Zuckersüß-Das Liebesbackbuch. Hamburg: 99 Pages, 2010, ISBN 978-3-942-518-04-8